# Wolfgang Pauli
Wolfgang Ernst Pauli (Bécs, 1900. április 25. – Zürich, Svájc, 1958. december 15.) osztrák származású Nobel-díjas svájci fizikus.
Kizárási elvének figyelembe vételével a Mengyelejev-féle periódusos rendszert sikerült értelmezni. A Pauli-elv szerint az atom bármelyik kvantumállapotában, a saját impulzusnyomatékot, a spint is figyelembe véve, legfeljebb egy elektron lehet.

## Életrajz
Wolfgang Joseph Pauli orvos és biokémia professzor és Berta Camilla Schütz fiaként született. Középső nevét keresztapjáról, a fizikus Ernst Mach-ról kapta.
Pauli a bécsi Döblinger Gimnáziumba járt, ahol kitüntetéssel végzett 1918-ban. Csupán két héttel az érettségi után a fiatal tehetség már első dolgozatát publikálta Einstein általános relativitáselméletéről. A müncheni Ludwig-Maximilian Egyetemre járt, Sommerfeld kezei alatt dolgozott, 1921 júliusában szerezte meg a doktori címét a molekuláris hidrogén kvantumelméletével kapcsolatos disszertációjára.
Sommerfeld felkérte Paulit, hogy ismertetőt írjon a relativitáselméletről a Matematikai tudományok enciklopédiája (Encyklopaedie der mathematischen Wissenschaften) című német enciklopédia számára. Két hónappal a doktorálás után Pauli kész lett a cikkel, mely 237 oldalas lett. Einstein dicsérte; monográfiaként jelent meg, és a tárgy máig használatos referenciájává vált.
Egy évet a Göttingeni Egyetemen töltött Max Born segédjeként, majd egy további évet Koppenhágában, abban az intézményben, ami később az elméleti fizikát kutató Niels Bohr Intézet lett. 1923 és 1928 között a Hamburgi Egyetem tanáraként tanított. Ezalatt közreműködött a kvantummechanika modern elméletének fejlesztésében. Többek között megalkotta a a róla elnevezett kizárási elvet és megalapozta a spin nemrelativisztikus elméletét.
1928-ban a zürichi Eidgenössische Technische Hochschule elméleti fizika professzorává nevezték ki. Vendégprofesszorként tartózkodott a Michigani Egyetemen 1931-ben és az Institute for Advanced Study-n Princetonban 1935-ben.
1929-ben elhagyta a római katolikus egyházat, majd ez év decemberében elvette Käthe Margarethe Deppnert. A házassága boldogtalan volt, és 1930-ban, kevesebb mint egy év múlva válással végződött.
1931 elején, nem sokkal válása után és a neutrínó feltételezése után komoly idegösszeomlást kapott. Carl Gustav Junggal, a pszichoterapeutával konzultált, aki szintén Zürich közelében élt. Pauli azonnal elkezdte elemezni a mély őstípusi/archetipikus álmait, és a mélypszichológus egyik legjobb tanítványa lett. Nemsokára elkezdte tudományosan kritizálni Jung elméletének episztemológiáját, ezzel hozzájárult Jung gondolatainak tisztább megértéséhez, különösen ami a szinkronicitás fogalmát illeti. A viták jelentős részét publikálták a Pauli-Jung levelekkel.
1934-ben feleségül vette Franca Bertramot. Ez a házassága élete végéig tartott. Nem lett gyermekük.
Amikor 1938-ban Németország bekebelezte Ausztriát, német állampolgárrá téve őt, ami a második világháború kitörésével kellemetlenné vált. Pauli 1940-ben az Egyesült Államokba ment, ahol Princetonban az elméleti fizika professzora lett. A világháború után 1946-ban az USA állampolgára lett, majd visszatért Zürichbe, ahol további élete nagy részét töltötte.
1945-ben egyedül kapta meg a fizikai Nobel-díjat „a Pauli-elvnek is nevezett kizárási elv felfedezéséért” (1925-ös munkájáért). Albert Einstein jelölte a díjra.
1958-ban Max Planck-éremmel jutalmazták. Abban az évben rákos lett. Amikor utolsó tanársegédje, Charles Enz meglátogatta a zürichi Rotkreuz kórházban, Pauli megkérdezte: „Láttad a szobaszámomat?” 137 volt. Egész életében foglalkoztatta az a kérdés, hogy a finomszerkezeti állandó ez a dimenziótlan alapvető állandó miért van olyan közel az 1/137 értékhez. Pauli ebben a szobában hunyt el 1958. december 15-én.

## Szakmai karrier
Pauli rengeteg fontos dologgal járult hozzá a fizikához, különösen a kvantummechanikához. Számos dolgozatot írt, hosszú leveleket írt kollégáihoz (mint Bohr és Heisenberg, akikkel szoros barátságban állt). Számos ötlete és eredménye csak a levelekben maradt fenn, amelyeket gyakran a címzettek másoltak és továbbadtak. A következőkben azok az eredményei szerepelnek, amelyeket hivatalosan publikált:
1924-ben Pauli egy új kvantumos szabadsági fokot javasolt, hogy feloldja a kvantummechanika előrejelzései és a megfigyelt molekulaspektrumok közötti ellentmondást. Megalkotta a Pauli-féle kizárási elvet (talán ez a legfontosabb munkája) amely azt állítja, hogy két elektron nem lehet ugyanabban a kvantumállapotban. Egy évvel később Uhlenbeck és Goudsmit az elektron spinjével azonosították a ezt a szabadsági fokot.
1926-ban nem sokkal azután, hogy Heisenberg közzétette a kvantummechanika mátrixelméletét, Pauli felhasználta a hidrogén-atom spektrumának meghatározására. Ez nagyon fontos volt a Heisenberg-féle elmélet helyességének ellenőrzése szempontjából.
1927-ben bevezette a Pauli-mátrixokat, mint a spin-operátorok bázisát, ezzel megalkotva a spin nemrelativisztikus elméletét. Ez segített Diracnak a relativisztikus elektronra vonatkozó Dirac-egyenlet felírásában.
1930-ban [December 4-ei levele a „Tisztelt radioaktív hölgyeim és uraim” („Dear radioactive ladies and gentlemen" számára (Lise Meitner et al.)] feltételezett egy eddig meg nem figyelt semleges, tömeg nélküli részecskét, hogy a béta-bomlás folytonos energiaspektrumát megmagyarázza. 1934-ben Fermi belefoglalta a radioaktív bomlásokat leíró elméletébe ezt a részecskét, melyet ő neutrínónak hívott. A neutrínót csak 1959-ben sikerült kísérletileg közvetlenül kimutatni.
1940-ben bebizonyította a spin-statisztika elméletet, mely a kvantummechanika egyik fontos eredménye. Eszerint a feles spinű részecskék fermionok, az egész spinüek bozonok.

## Személyiség és hírnév
A Pauli-effektust róla nevezték el amiatt a különös képessége miatt, hogy egy kísérleti berendezést akkor is képes volt elrontani, ha csak a közelébe ment. Pauli maga büszke volt erre a hírnévre, és megörült, akárhányszor Pauli-effektus történt.
A fizikával kapcsolatban Pauli perfekcionista volt. Ez nemcsak a saját munkájára vonatkozott, hanem a kollégái munkájára is. Emiatt a fizikusok között a „fizika lelkiismerete” néven lett ismert, a kritikaként, melynek a kollégái felelősséggel tartoznak. Gúnyosan utasított el mindenféle elméletet, amelyben hiányt talált, gyakran ganz falsch-nak, teljesen hibásnak bélyegezve. Legsúlyosabb kritikáját ugyanakkor az olyan elméletek, tézisek részére tartotta fenn, amelyek pontatlan megfogalmazása egyúttal kiértékelésüket, ellenőrizésüket is ellehetetlenítette, kizárva az ilyen tudományosnak álcázott elméleteket a tudomány rendszeréből. Ezeket a rossznál is rosszabbnak ítélte, hiszen még a cáfolatot sem tették lehetővé. Ismert, hogy egyszer egy ilyen dolgozatra azt mondta: "Das ist nicht nur nicht richtig, es ist nicht einmal falsch!", azaz „Ez nemcsak hogy nem helyes, de még csak nem is hibás".